# Monasterio de Zamfira
El monasterio de Zamfira, de monjas de la iglesia ortodoxa rumana, se localiza en Lipănești en el condado de Prahova, Rumanía. La iglesia se erigió en 1743, a iniciativa de Zamfira Apostoli, viuda de un rico comerciante valaco; en 1802 y 1838 sufrió sendos seísmos que la dañaron seriamente. Una nueva iglesia se construyó en 1858. El conjunto es de forma ortogonal, con la nueva iglesia en su centro. La antigua iglesia está fuera del recinto, cerca del cementerio. La nueva iglesia fue pintada en 1856-1857 por Nicolae Grigorescu. Nuevos terremotos ya en el siglo XX (1940 y 1977), obligaron a nuevas tareas de rehabilitación y restauración del conjunto.